# Barbara Simons
Barbara Simons (* 16. Juni 1929 in Wolfenbüttel)  ist eine deutsche Politikerin (SPD).

## Leben
Barbara Simons absolvierte ab 1948 ein Lehramtsstudium und machte ihr erstes Staatsexamen an der  Pädagogischen Hochschule Hannover. Danach war sie als Lehrerin tätig. Von 1973 bis 1977 absolvierte sie ein Diplomstudium Erwachsenenbildung. Von 1978 bis 1984 war Simons Leiterin der Bildungsberatungsstelle der Volkshochschule Hannover.
Seit 1969 ist sie Mitglied der SPD.  Ab 1982 war sie Mitglied des Vorstandes der SPD in Niedersachsen. Simons ist Mitglied in der Gewerkschaft Erziehung und Wissenschaft und in der Arbeiterwohlfahrt.
Barbara  Simons war von 1984 bis 1994 Mitglied im Europäischen Parlament. Dort war sie  von 1984 bis 1989 Stellvertretende Vorsitzende des Ausschusses für Außenwirtschaftsbeziehungen und  von 1989 bis 1994 Stellvertretende Vorsitzende der Mitglieder des Europäischen Parlaments bei der Paritätischen Versammlung des Abkommens zwischen den Staaten Afrikas. Sie war Südafrika-Sprecherin der Sozialistischen Fraktion und Präsidentin der Interfraktionellen Arbeitsgruppe „Frieden für das Sahrauische Volk“. Sie ist Ehrenmitglied des Europäischen Parlaments.